# Cussy-la-Colonne
Cussy-la-Colonne är en kommun i departementet Côte-d'Or i regionen Bourgogne-Franche-Comté i östra Frankrike. Kommunen ligger i kantonen Bligny-sur-Ouche som tillhör arrondissementet Beaune. År 2022 hade Cussy-la-Colonne 44 invånare.

## Befolkningsutveckling
Antalet invånare i kommunen Cussy-la-Colonne
Referens:INSEE